# Илляшевич, Яков Валерианович
Я́ков Валериа́нович Илляше́вич (Ильяше́вич; ок. 1870 — 23 марта 1953, Сент-Женевьев-де-Буа) — чиновник Министерства юстиции, статский советник, впоследствии деятель белой эмиграции.
Известен как автор двухтомного труда «О. Иоанн Кронштадтский» (Белград, 1938 и 1941 гг.), изданного под псевдонимом И. К. Сурский. Книга многократно переиздавалась.

## Биография
20 мая 1891 года окончил Императорское училище правоведения, после чего служил в Служил в министерстве юстиции. В 1898 году ему присвоен чин коллежского асессора. Состоял в обер-прокурорском надзоре Сената, был членом Петроградского окружного суда. Перешёл служить в Министерство Внутренних Дел. В 1909 году дослужился до чина статского советника.
Был лично знаком с Иоанном Кронштадтским. Один из учредителей в России «Общества в память о. Иоанна Кронштадтского», «утверждённого гражданскою властью 17 марта 1909 года и сделавшегося сразу Всероссийским». Секретарь и член правления данного общества. В общественной деятельности по линии «Общества в память о. Иоанна Кронштадтского» пользовался особой поддержкой именно Обер-Прокурора Святейшего Синода, члена Государственного Совета, князя Алексея Александровича Ширинского-Шихматова, который, наряду с другими выдающимися деятелями РПЦ и высшей государственной власти, также состоял в членах Общества.
Был членом-корреспондентом Императорской Академии Наук, знаток разновидностей великорусского народного говора.
В 1918-1919 гг. ездил в научную поездку в Петрозаводск и Пудож от Академии наук с целью собрать сведения по этнографии и об естественных богатствах края, а также провести исследования по зоологии и энтомологии
Эмигрировал из России с семьёй после революции 1917 года. Долгое время проживал в Югославии, где воссоздал «Братство о. Иоанна Кронштадтского», председателем которого был избран. Братство имело религиозно-просветительные цели, а также развивало широкую благотворительную деятельность. Оно состояло под высоким покровительством Королевы Марии, а почетным председателем его был Патриарх Сербский Варнава.
Скончался 23 марта 1953 года. Похоронен на кладбище Сент-Женевьев-де-Буа под Парижем.

## «Отец Иоанн Кронштадтский»
Получил известность как автор двухтомника «Отец Иоанн Кронштадтский». Первый том был издан в 1938 году в Белграде. Издание второго тома финансировали в 1941 году супруги Сикорские, семейство которых о. Иоанн Кронштадтский посещал, приезжая в Киев. Помощь в издании труда оказали ряд живших в эмиграции русских людей, о которых говорится в заключении автора.
Псевдоним «И. К. Сурский» избран Яковом Илляшевичем «по непритворному смирению», «по имени скромной северной реки, на берегах которой прошло детство сына бедного сельского причетника Иоанна Ильича Сергиева». Инициалы И. К. означают «Иоанн Кронштадтский».
- Сурскій И. К., Отецъ Іоаннъ Кронштадтскій. Т. 2. 2-е изд. Бѣлградъ. Издание автора. 1941. 370 с. (на обложке год изд. — 1942).

## Семья
- Отец — Валериан-Станислав Яковлевич Илляшевич (1822—1907), генерал-лейтенант, преподаватель Николаевской военной академии в Санкт-Петербурге. Принадлежал к волынской ветви шляхетского рода Илляшевичей герба «Пеликан», происходящего из шляхетского рода Минской губернии[5].
- Мать — Анна Александровна (урождённая Джунковская) (1837—1909)
- Брат — генерал-майор Евгений Валерианович Илляшевич (1864-?)
- Жена — Надежда Петровна Илляшевич
- Дети — Валериан, Николай, Петр, Елена